# Жёлтиково (станция)
Жёлтиково — станция Большого кольца Московской железной дороги на участке Дмитров / Яхрома — Пост 81 км. Расположена в Сергиево-Посадском районе Московской области. Открыта в 1944 году.
С южной стороны станции расположен посёлок посёлок станции Жёлтиково (городское поселение Хотьково). Сама станция находится на границе двух поселений (граница проходит по железнодорожной линии): городское поселение Хотьково и сельское поселение Васильевское. В 1 км к северо-западу от станции расположен посёлок Мостовик.
Подъездные пути на завод мостовых конструкций, депо.

## Пассажирская работа
- Через станцию работают 4 пары кольцевых маршрутов электропоездов: Александров — Поварово III (3 пары) и Александров — Дмитров (1 пара). До 12 ноября 2017 года станция являлась конечной для одной пары прямого маршрута электропоездов от/до Савёловского вокзала Москвы (по выходным)[2][3].

## Реконструкция
В 2013—2014 годах в рамках реконструкции данного участка кольца на станции проводилась генеральная реконструкция. Постоянные боковые платформы разобраны, была построена временная короткая узкая деревянная платформа с северной части главного пути, к марту 2014 года построена новая островная платформа с навесом для пассажиров между I, II главными путями.

## Галерея

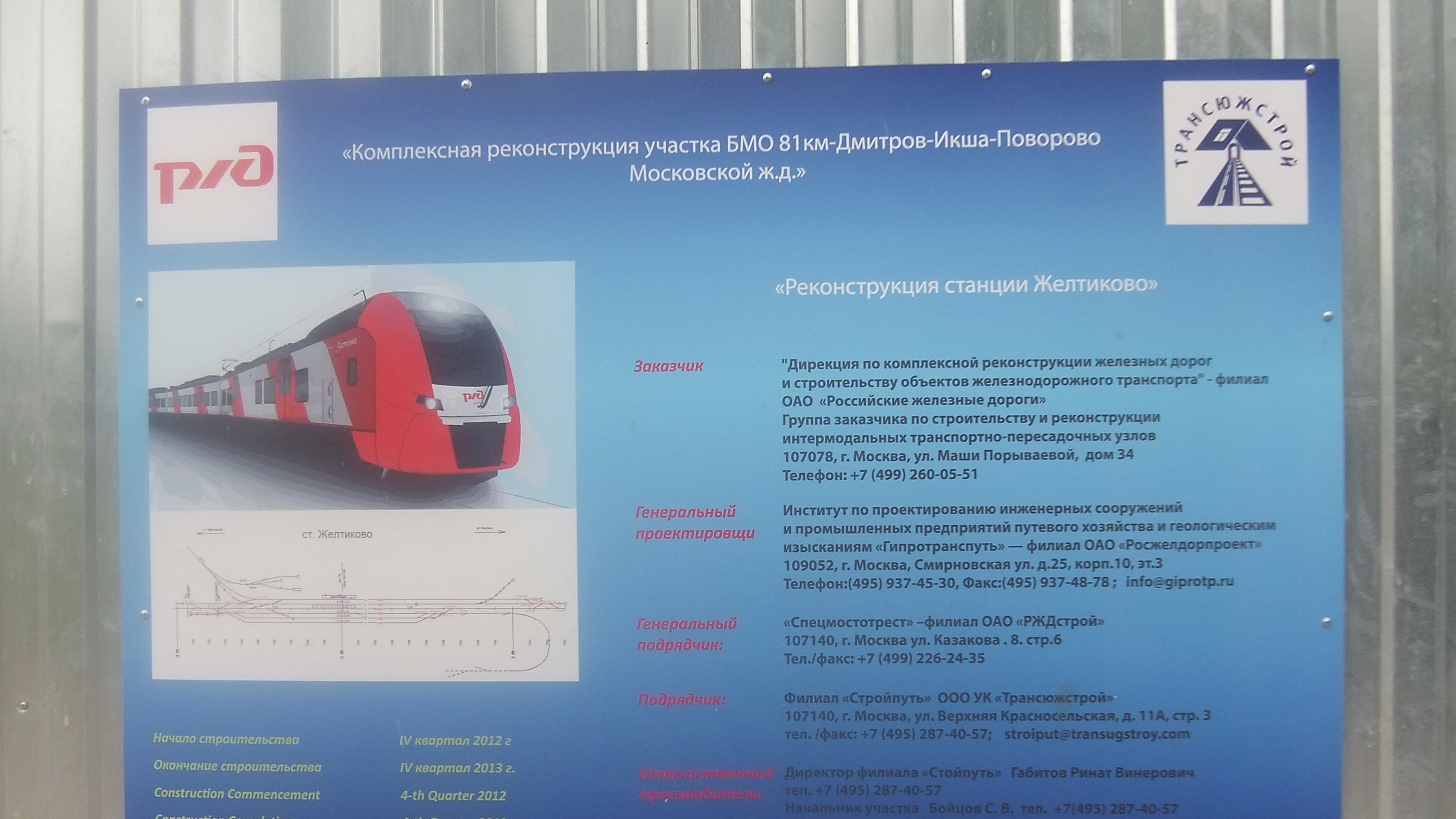
Объявление с информацией о реконструкции станции
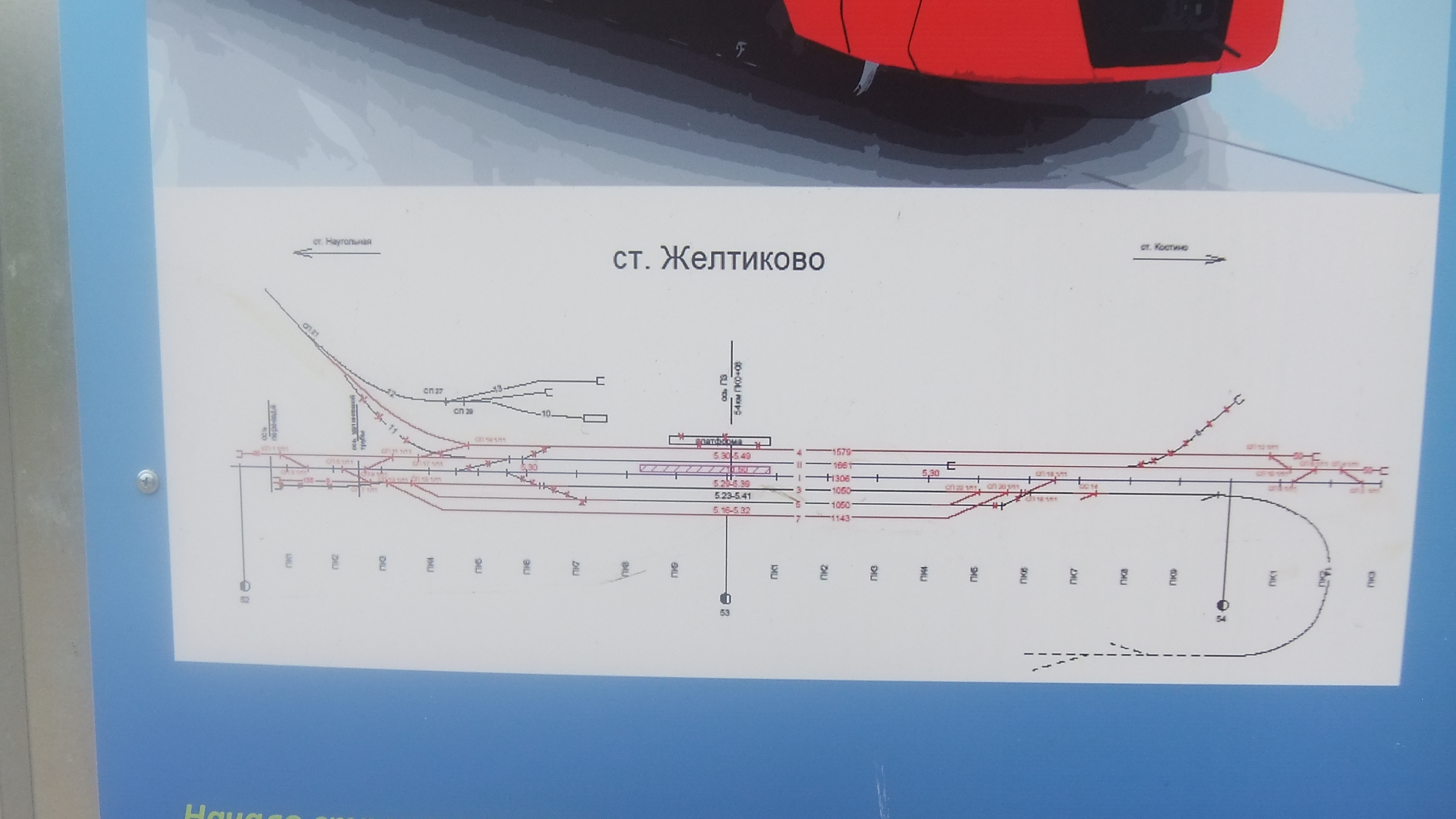
Схема путей после реконструкции
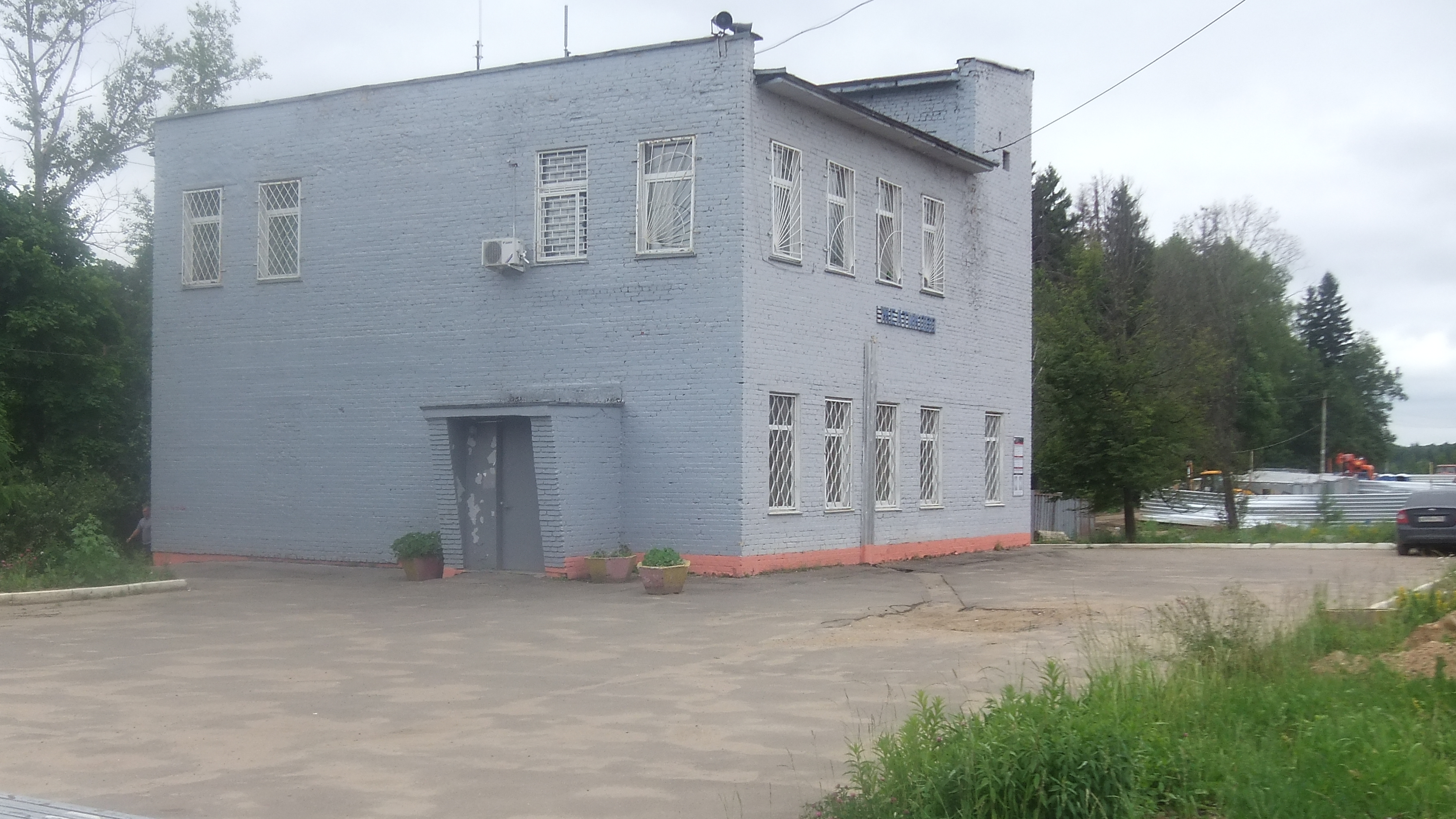
Станционное здание
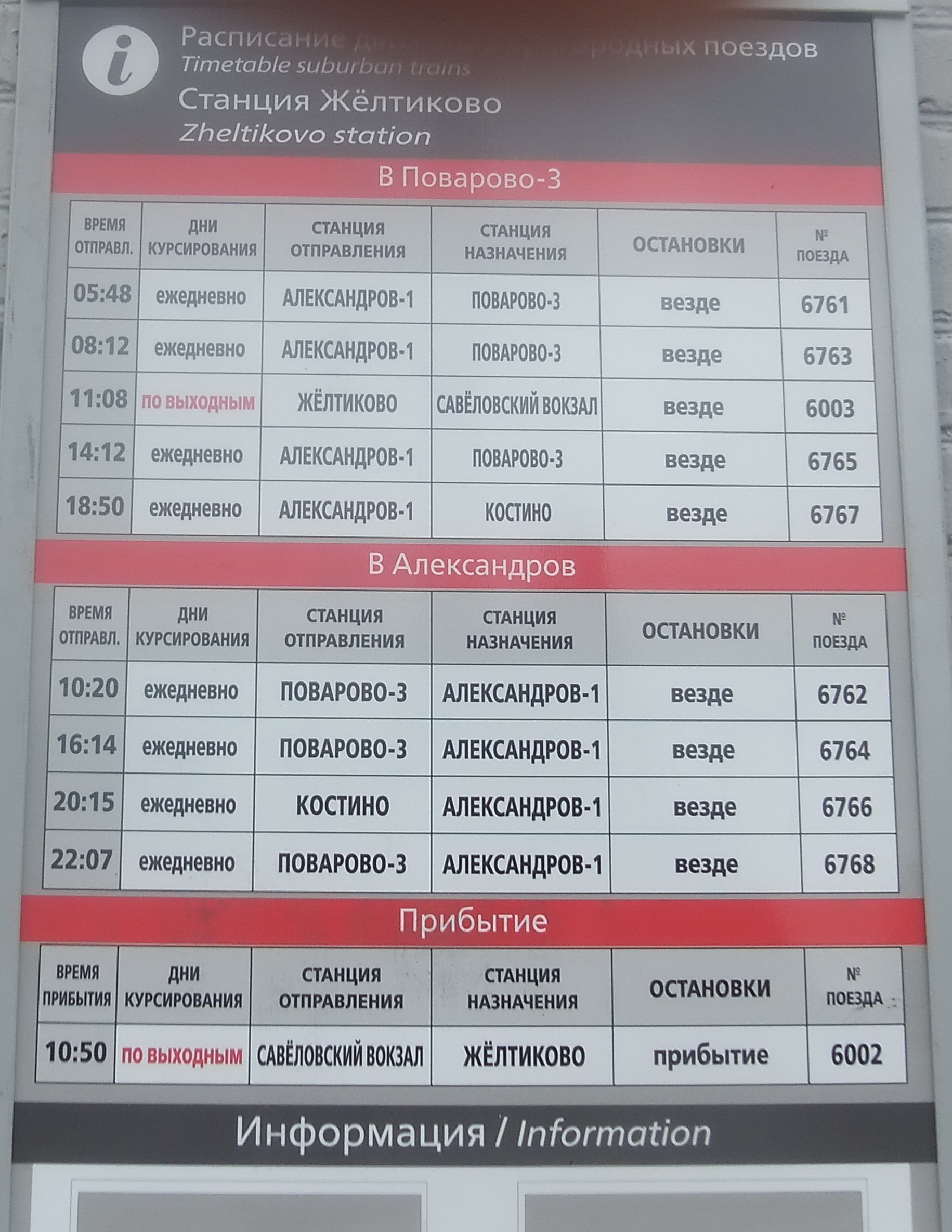
Расписание, 2013 г.
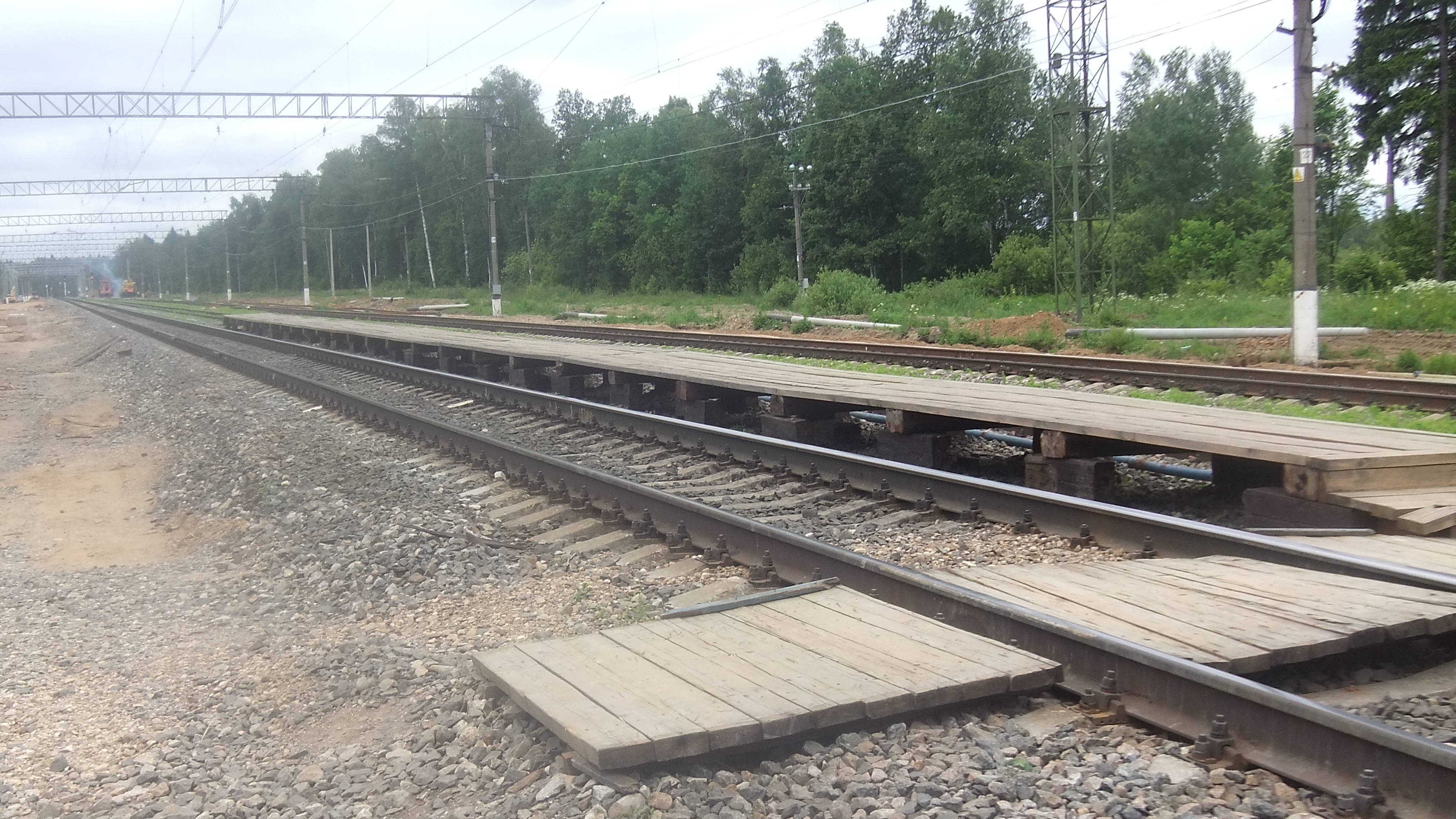
Временная платформа
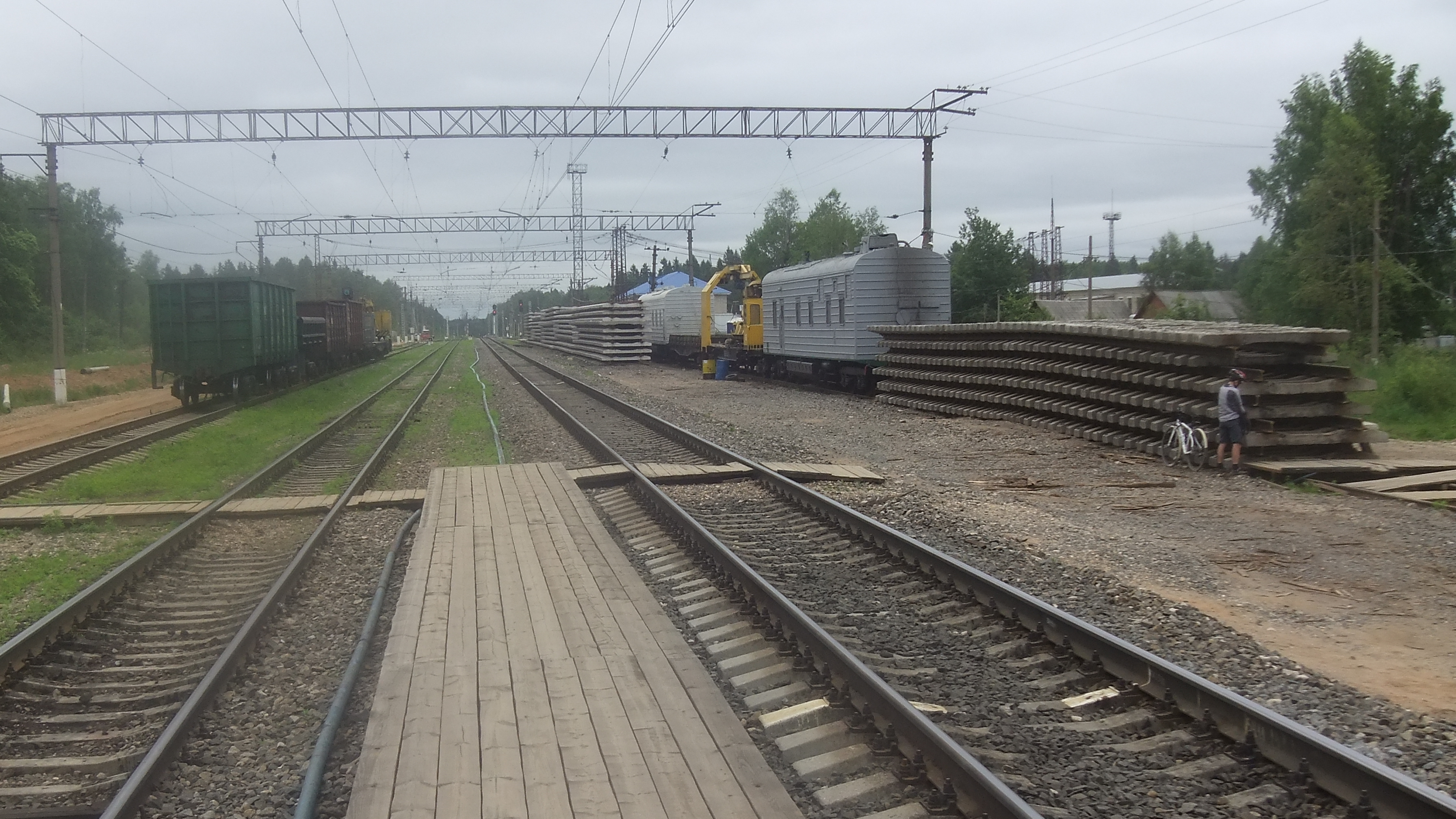
Вид на восток с платформы
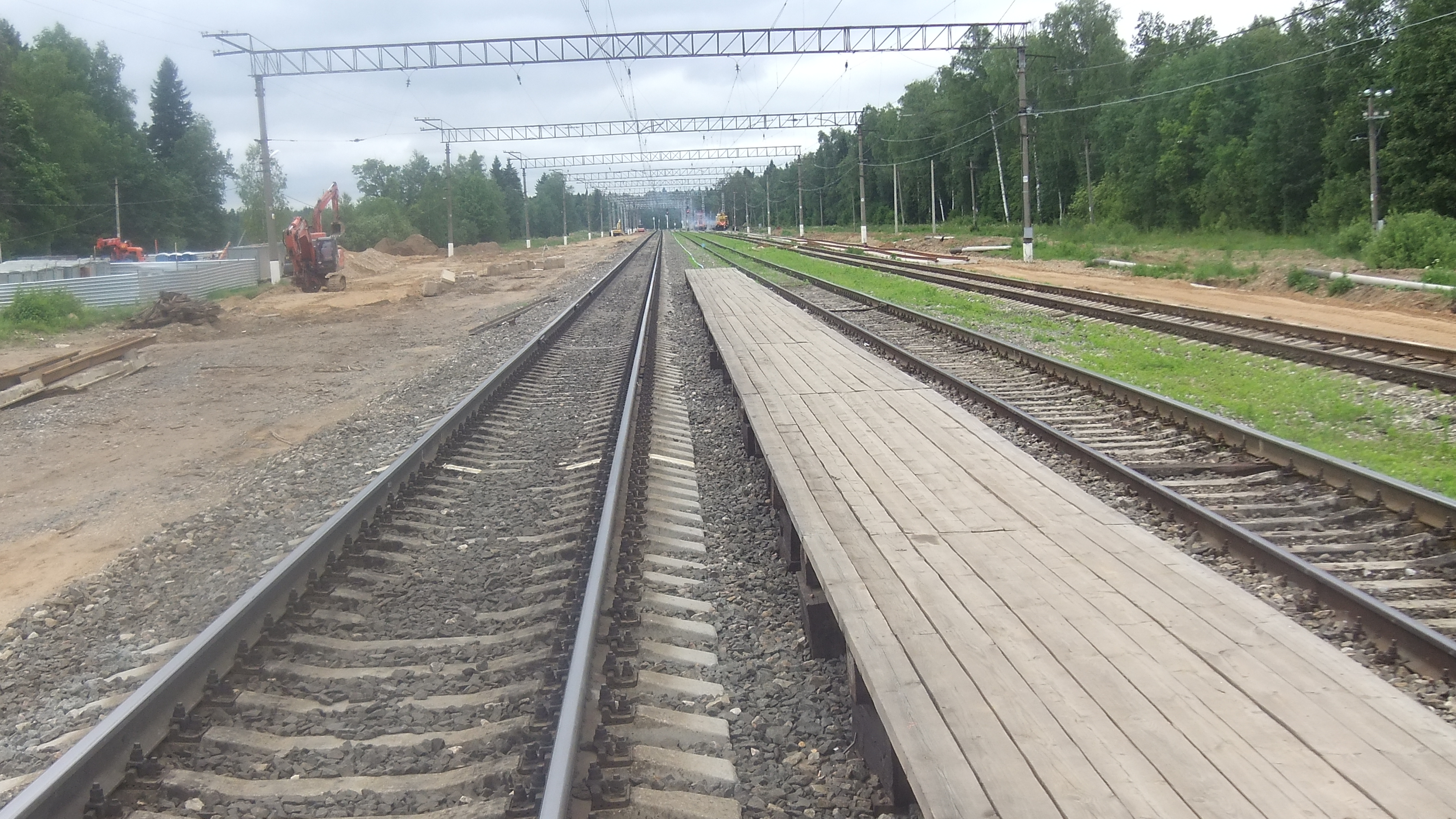
Вид на запад с платформы
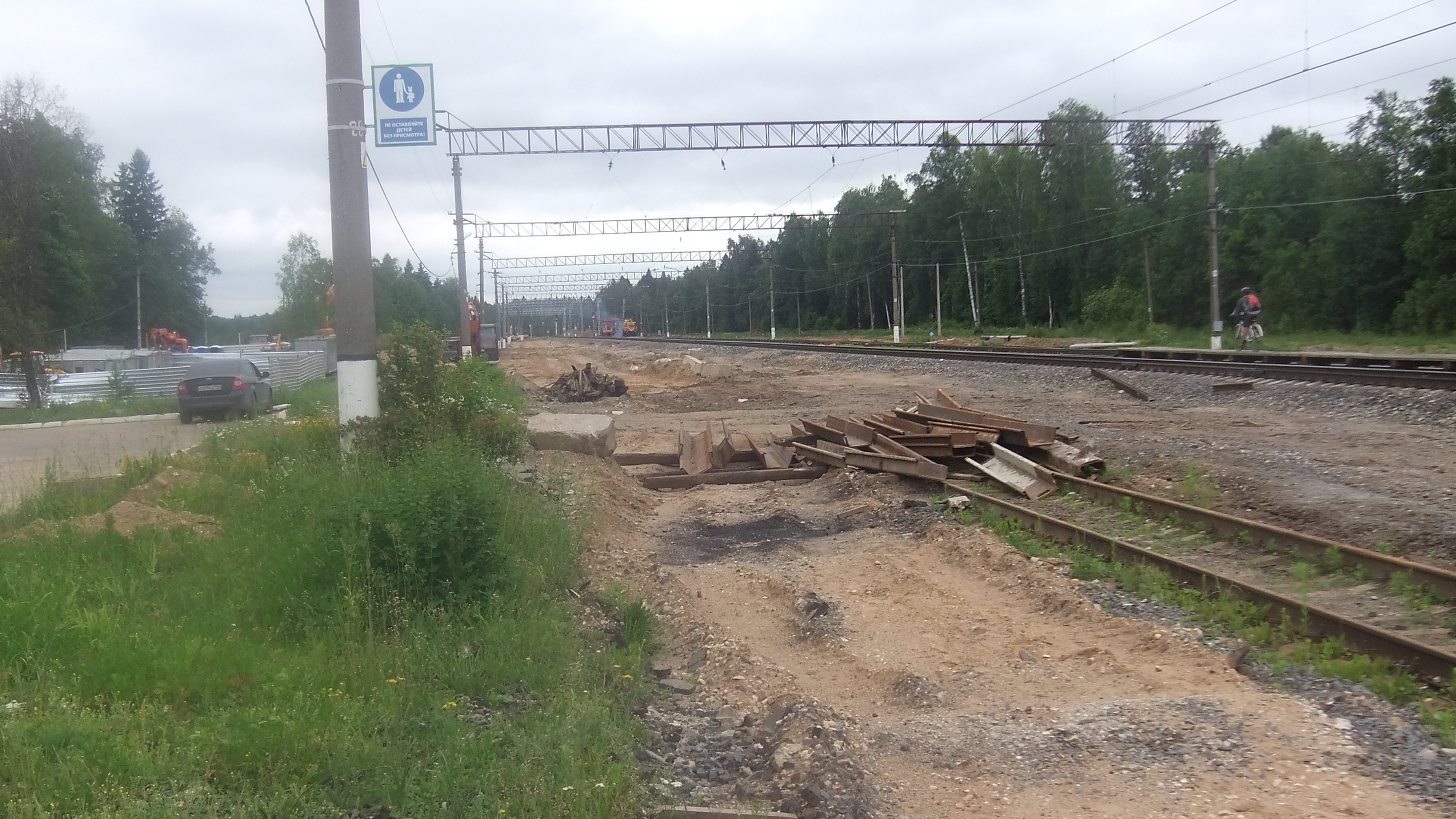
Строительство с южной стороны
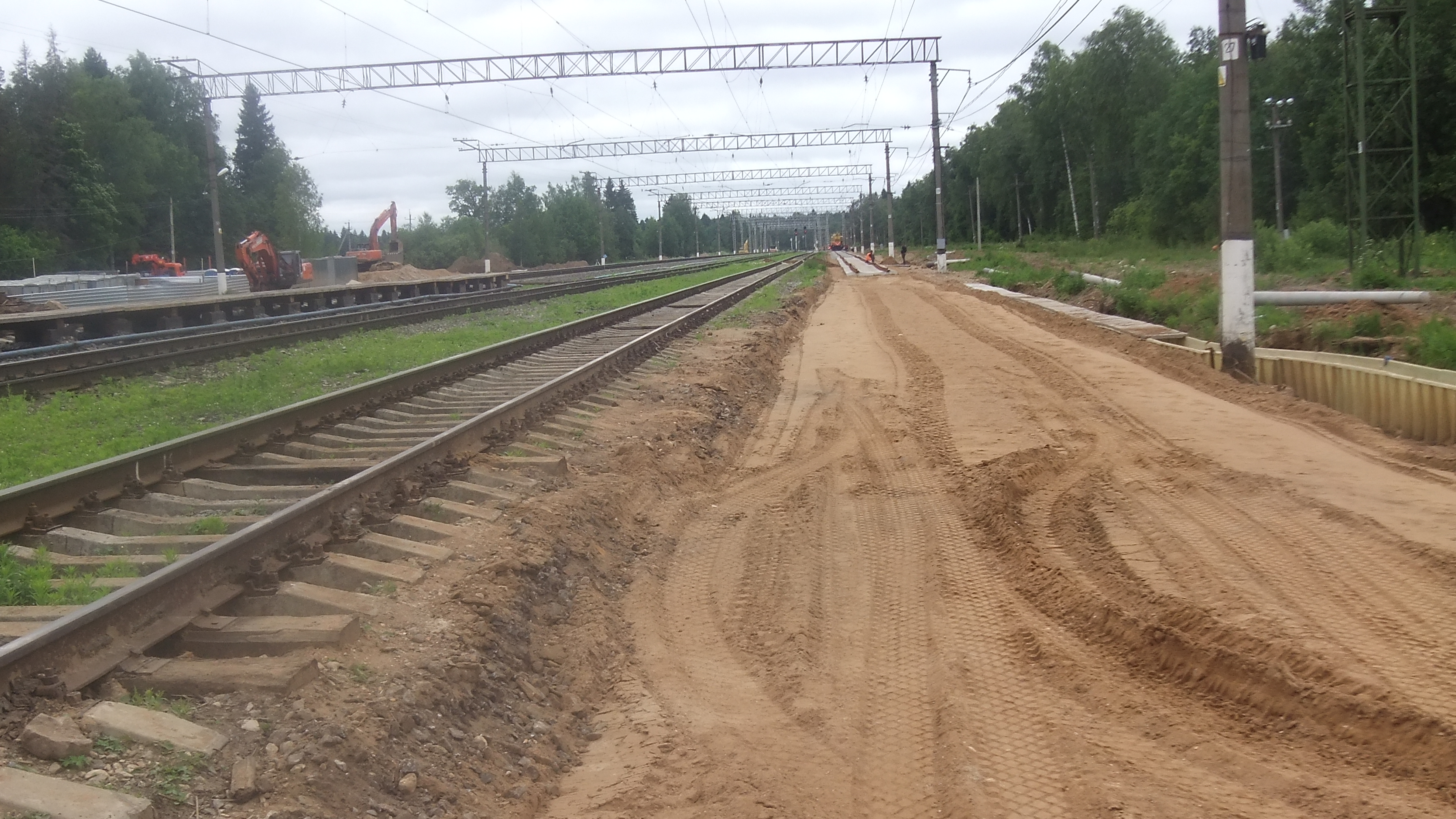
Строительство с северной стороны
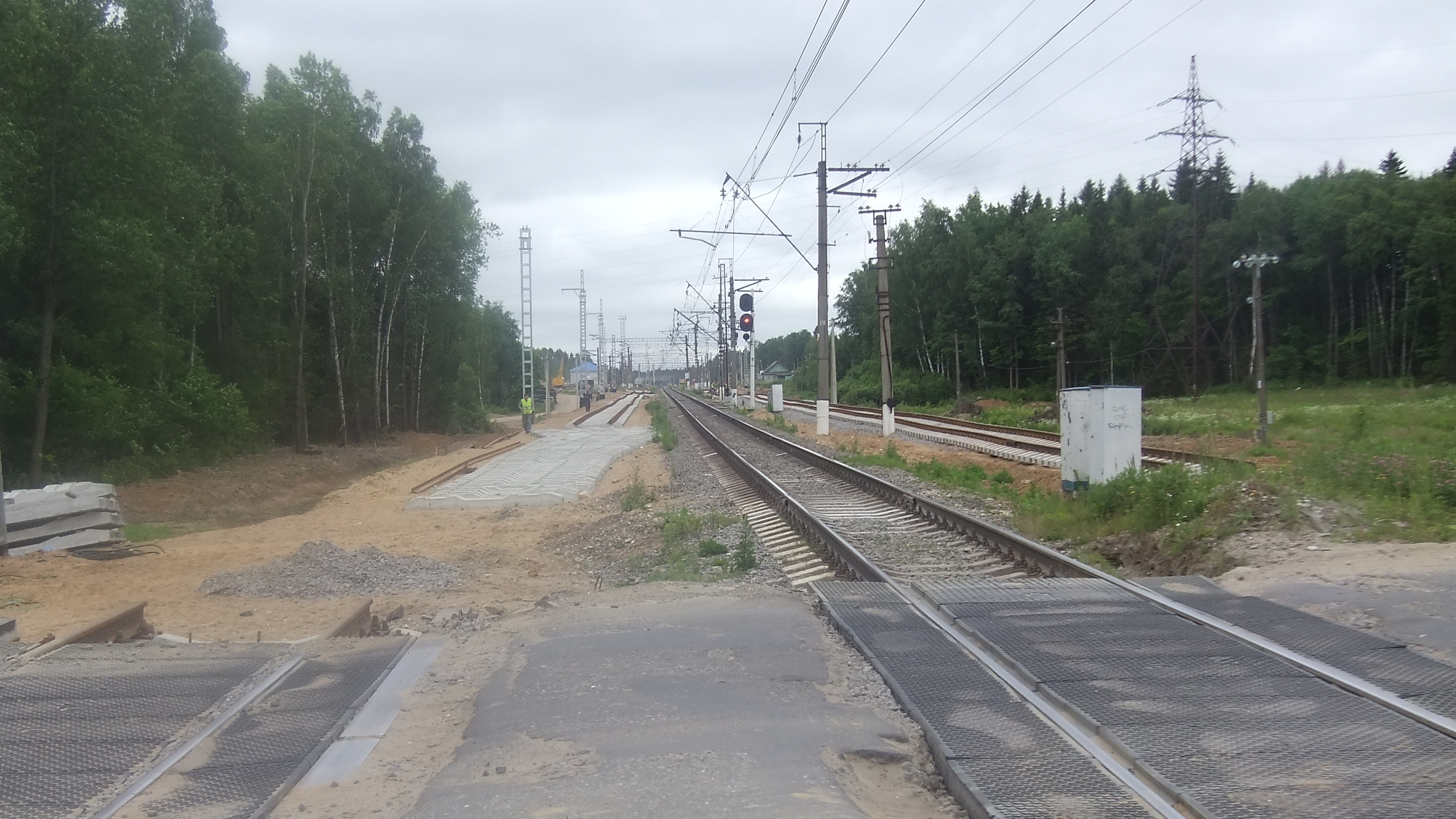
Восточная горловина станции, вид с переезда
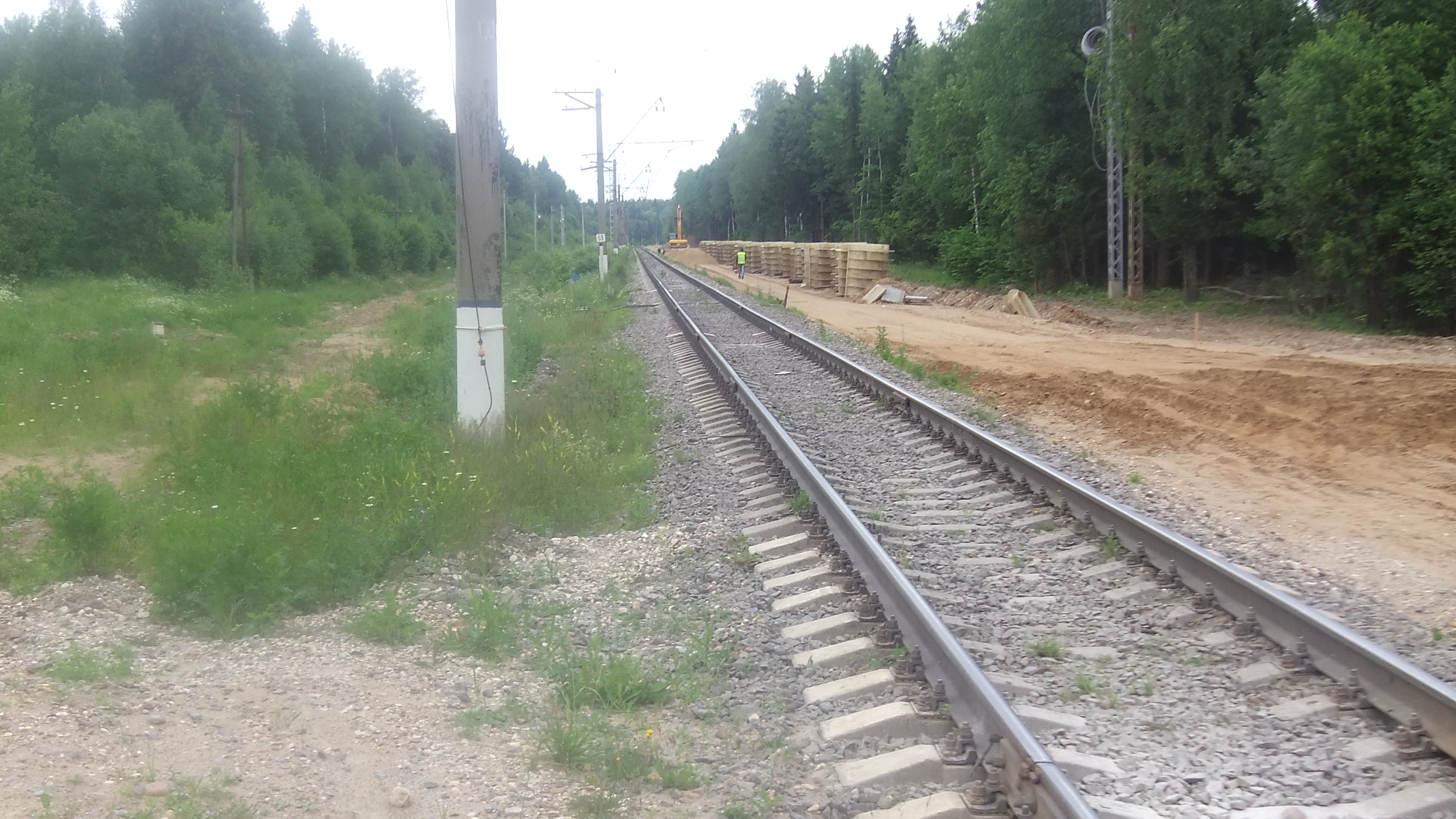
Вид на восток с переезда
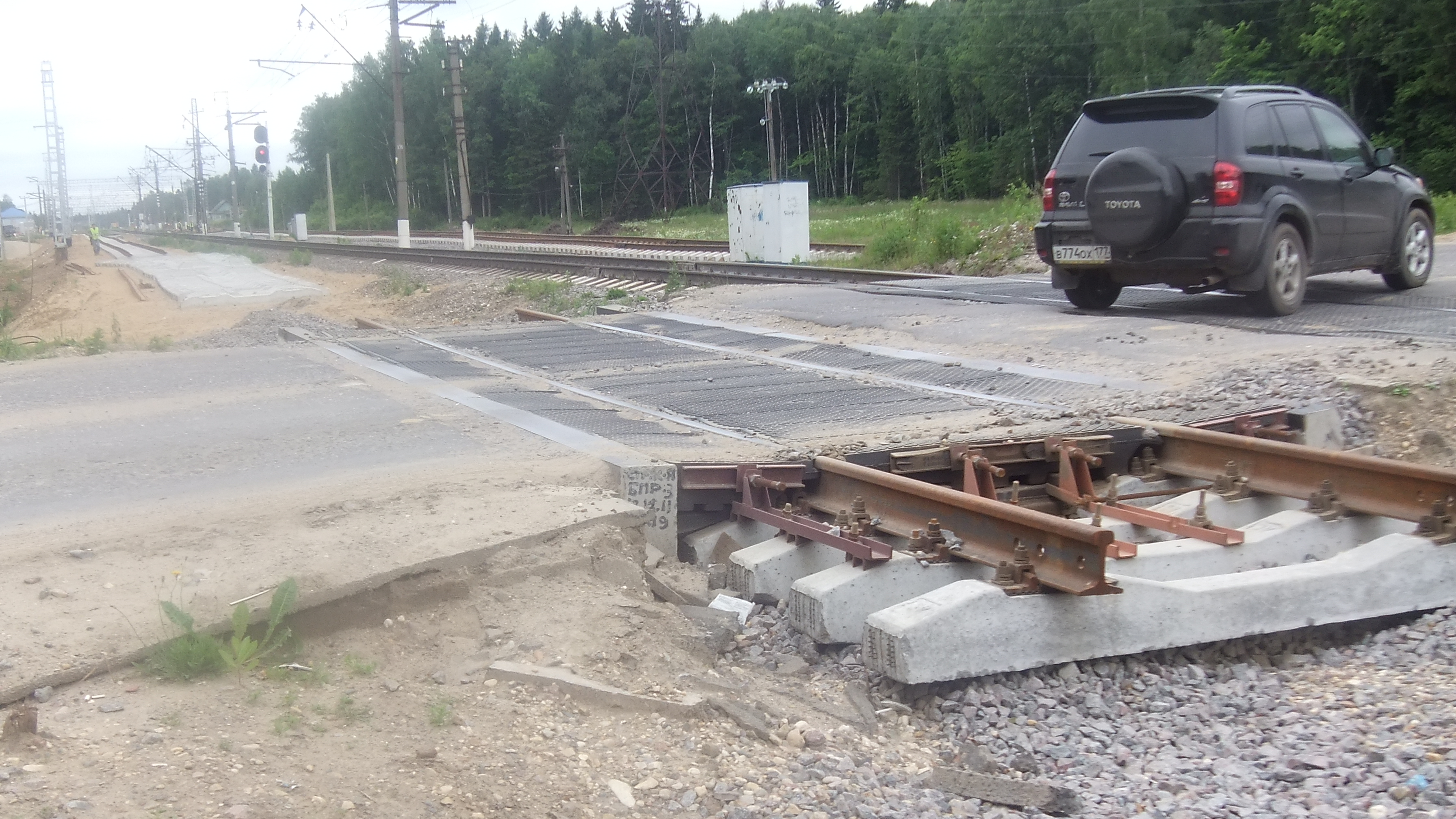
Второй путь на переезде